# Notoperla tunelina
Notoperla tunelina is een steenvlieg uit de familie Gripopterygidae. De wetenschappelijke naam van de soort is voor het eerst geldig gepubliceerd in 1917 door Navás.